# Roma (película de 2018)
Roma es una película mexicana dramática de 2018. Escrita, dirigida, fotografiada y coproducida por Alfonso Cuarón, está protagonizada por Yalitza Aparicio y Marina de Tavira, junto a varios actores debutantes como Nancy García García, Marco Graf y Daniela Demesa. Ambientada a principios de la década de 1970, la película es una ficción a partir de los recuerdos de la infancia de Cuarón en la colonia Roma de la Ciudad de México, y narra la vida de una familia de clase media y Cleo, su trabajadora doméstica. Cuarón basó el guion en sus propios recuerdos de la infancia y en Liboria Libo Rodríguez, la trabajadora doméstica de su propia casa, que realizó su crianza y a quien dedicó la película.
La película tuvo su estreno en el Festival Internacional de Cine de Venecia el 30 de agosto del 2018, donde ganó el León de Oro. Se estrenó en varias salas de cine y casas de cultura durante pocos días, y luego en streaming en Netflix, el 14 de diciembre del 2018.
Fue seleccionada para representar a México en la categoría de Mejor película de habla no inglesa, en la edición 91 de los Premios Óscar. La Academia de Artes y Ciencias Cinematográficas de Hollywood nominó a Roma a diez categorías: Mejor película, Mejor director, Mejor película extranjera, Mejor diseño de producción, Mejor fotografía, Mejor guion de película, Mejor diseño de sonido, Mejor mezcla de sonido, Mejor cinematografía, Mejor actriz y Mejor actriz de reparto, convirtiéndola en la quinta película en lograr una nominación simultánea al Óscar en la categoría principal y de habla no inglesa, siendo la anterior Amour, en 2012. De igual forma, es la segunda película de habla no inglesa con más nominaciones al Óscar desde El tigre y el dragón, en 2000, la cual igualmente obtuvo 10 nominaciones. Finalmente, es el primer film en español, y la primera película mexicana, en competir por el Óscar a la mejor película.

## Argumento
La película narra un año en la vida de una familia profesional en la colonia Roma de la Ciudad de México, a principios de los años 1970 (según el guion, entre el 3 de septiembre de 1970 y el 28 de junio de 1971). Cleo es una empleada doméstica en la casa de Sofía, quien vive con Antonio, sus cuatro hijos pequeños, la madre de Sofía, Teresa, y otra empleada, Adela. Ambas empleadas son de origen indígena, oaxaqueñas, y hablan tanto español como su lengua materna, el mixteco. Antonio, médico, sale para una conferencia en Quebec, Canadá. Entre las escenas de la vida de Cleo con la familia, su limpieza, cocinar, llevar a los niños a la escuela, servirles la comida, acostar a los niños y despertarlos, se hace evidente que el matrimonio de Sofía y Antonio es tenso. Después de un breve regreso, Antonio se va otra vez a Quebec por unas semanas.
En su tiempo libre, Cleo y Adela salen con sus novios, Fermín y Ramón, al cine. En la entrada, Cleo y Fermín deciden no entrar al cine; después se revela que fueron a alquilar una habitación en un hotel. Fermín, desnudo, le muestra a Cleo su habilidad en las artes marciales usando la barra de la cortina de la ducha como un palo. En otra cita, ambas parejas se reúnen en un cine, donde Cleo le dice a Fermín que cree que está embarazada. Cuando la película (La gran juerga, de 1966, que en realidad no están mirando) está a punto de terminar, Fermín le dice que irá al baño y que volverá, pero ya no regresa. Cleo sale a la calle, y no vuelve a verlo (él deja incluso su chamarra). Cleo revela la misma preocupación a Sofía, quien la lleva a que la revisen en el hospital donde trabaja Antonio, donde se le confirma su embarazo.
Sofía lleva a Cleo y a sus hijos a la hacienda de un amigo de la familia para el Año Nuevo. Tanto los terratenientes como los trabajadores mencionan las recientes tensiones sobre la tierra en el área. Durante las celebraciones, estalla un incendio en el bosque. Todos (incluso  embriagados y con ropas elegantes) ayudan a apagar el fuego mientras un hombre, con un disfraz, cuenta los segundos restantes de 1970 antes de ponerse a cantar en noruego, en primer plano, la canción "Nyttarsbuken".
De vuelta en la ciudad, Cleo acompaña a los niños y a su abuela a una sala de cine (para ver Abandonados en el espacio, una película de 1969) mientras se ve a Antonio corriendo en la otra dirección con una mujer joven: lo ven Cleo y un niño amigo de uno de los niños. Sofía trata de evitar que el hijo de Antonio sepa que su papá estaba allí con otra mujer, pero él se entera a través de una conversación telefónica. Ella le pide que no le diga a sus hermanos menores que creen que su padre todavía está fuera por negocios en Canadá.
A través del novio de Adela, Cleo encuentra a Fermín en un entrenamiento de artes marciales al aire libre en el estado de México (en el que el profesor Zovek reta a los alumnos a pararse en un solo pie, con los ojos cerrados, con ambas manos unidas por encima de la cabeza y con la otra pierna flexionada de tal modo que la punta del otro pie toque la rodilla opuesta, reto que la mayor parte de los alumnos no logran cumplir, pero Cleo sí). Fermín se niega a reconocer que el bebé es suyo y, violentamente, la amenaza con golpearla y matar al bebé, en caso de que vuelva a buscarlo.
Como el embarazo de Cleo está avanzado, Teresa la lleva a comprarle una cuna. De camino a la tienda, observan a los estudiantes reunirse para protestar en las calles. A medida que miran en la tienda de muebles, las protestas se convierten en una batalla. Infiltrados entre los manifestantes, el grupo de choque paramilitar Los Halcones dispara al azar a los manifestantes. Cleo y Teresa presencian cómo un hombre herido y una mujer entran corriendo a la tienda tratando de esconderse, varios jóvenes encuentran al hombre y lo matan de un disparo frente a todos los clientes. Uno de los paramilitares armados resulta ser Fermín, que mira fijamente a Cleo, pistola en mano, por un momento antes de escapar. Justo entonces, por el susto, la fuente de Cleo se rompe prematuramente.
Cleo, Teresa y su conductor intentan llegar al hospital rápidamente, pero se ven impedidos por la violencia en las calles y el tráfico de automóviles. Llevan a Cleo a la sala de parto. Antonio aparece para tranquilizarla, pero da una excusa para evitar quedarse con ella. Los médicos no escuchan los latidos del corazón en el útero de Cleo y la llevan a la cirugía, donde da a luz a una bebé que nace muerta. Fallan los múltiples intentos por resucitar al bebé. Los médicos le preguntan a Cleo si quiere verlo; le dan el cuerpo por unos momentos, antes de retirarlo.
Después de intentar estacionar, en estado de ebriedad, el Ford Galaxie de la familia en el área estrecha del garaje, Sofía compra un auto más estrecho, pero planea un viaje final en el Galaxie para unas vacaciones familiares en las playas de Tuxpan, e invitan a Cleo para ayudarla a sobrellevar su pérdida. Sofía les dice a los niños durante la cena que ella y su padre están separados y que el viaje fue en realidad para que su padre pudiera recoger sus pertenencias de la casa. En la playa, los dos niños del medio casi son arrastrados por la fuerte corriente en un momento en el que Sofía los deja al cuidado de Cleo, quien no sabe nadar, y Cleo se ve obligada a entrar al océano para salvarlos. Cuando Sofía y los niños afirman su amor por Cleo por una devoción tan desinteresada, ella se deshace de la culpa intensa, revelando que no había querido a su bebé. Regresan a su casa, y encuentran las estanterías vacías y varios dormitorios reasignados: el papá se ha llevado sus cosas. Cleo prepara una carga de lavado y le dice a Adela que tiene mucho que contarle, mientras un avión comercial sobrevuela la colonia.

## Reparto

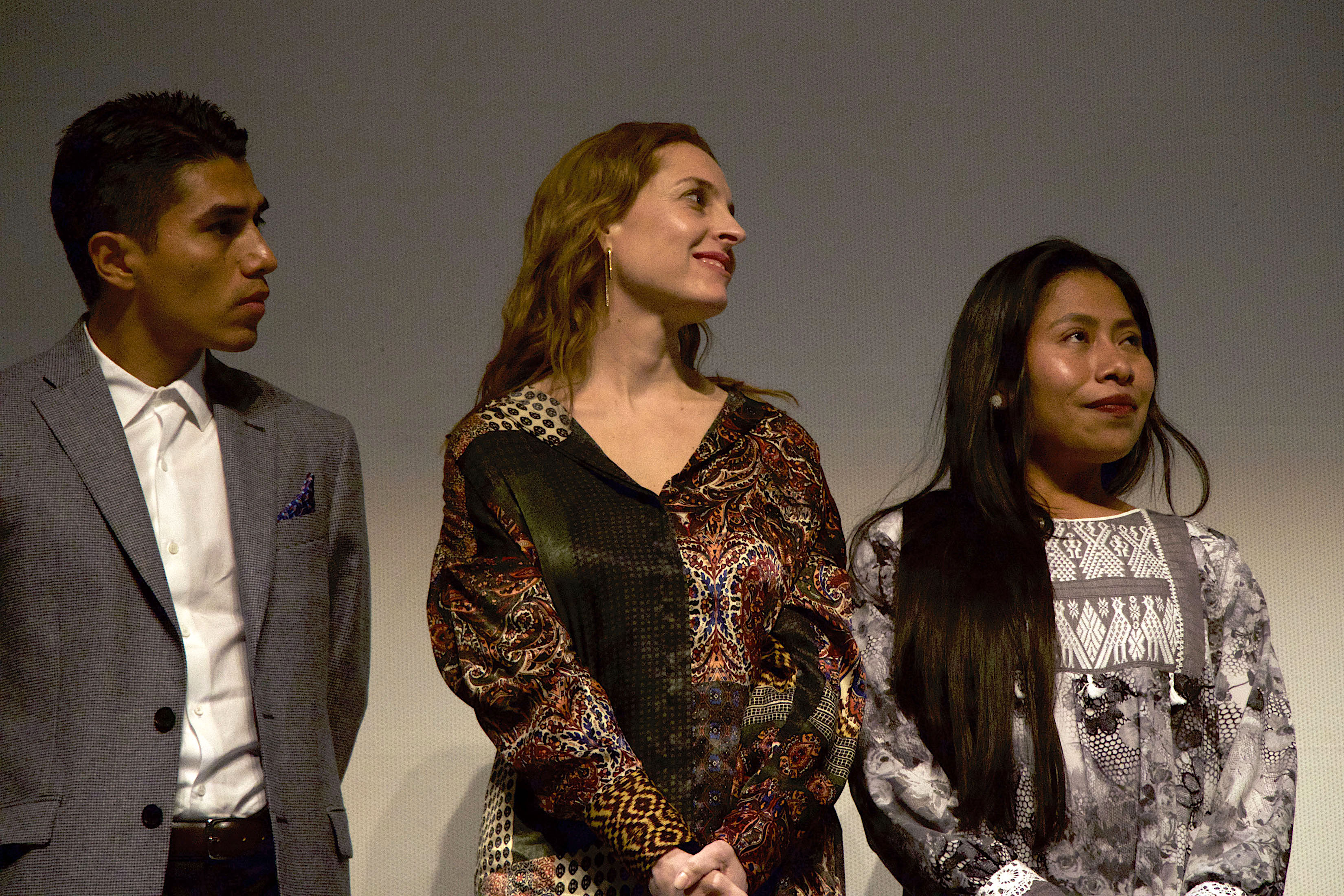
Parte del reparto de la película, de izquierda a derecha: Jorge Antonio Guerrero, Marina de Tavira y Yalitza Aparicio.

- Yalitza Aparicio como Cleodegaria «Cleo» Gutiérrez, una de las empleadas de la familia.
- Marina de Tavira como la señora Sofía, madre de la familia.
- Diego Cortina Autrey como «Toño», uno de los hijos de la familia.
- Daniela Demesa como «Sofi», la hija de la familia.
- Carlos Peralta como «Paco», uno de los hijos de la familia.
- Marco Graf como «Pepe», uno de los hijos de la familia.
- Verónica García como doña Teresa, madre de Sofía.
- Nancy García como Adela, la otra empleada de la familia.
- Andy Cortés como Ignacio.
- Fernando Grediaga como el señor Antonio, el esposo ausente de Sofía.
- Jorge Antonio Guerrero como Fermín, el novio de Cleo.
- José Manuel Guerrero Mendoza como Ramón, el novio de Adela.
- Latin Lover como el Profesor Zovek.[10]
- Zarela Lizbeth Chinolla Arellano como la doctora Vélez.
- Daniel Valtierra como promotor político.
- Enoc Leaño como el político.

## Producción

### Guion
La idea de Roma fue planeada en 2006 por Cuarón tras Children of Men comentando el proyecto de una película diferente a su amigo y colaborador Emmanuel Chivo Lubezki sin mayores avances. Tras el éxito comercial de Gravity en 2013 y luego de reflexionar sobre su edad y su carrera, el director decidió comenzar la redacción del guion y comenzar a crear lo que considera "la película más esencial de su carrera" y que estuvo planeando desde su primer largometraje, Sólo con tu pareja, estrenado en 1991. Según el director, los hechos mostrados en la ficción fueron tomados en su mayoría por sus recuerdos, "a veces directamente, a veces un poco más oblicuamente. Se trata de un momento en el tiempo que me formó, pero también de un momento del tiempo que dio forma a un país. Fue el comienzo de una larga transición en México", comentó en una entrevista. Cuarón y Lubezki acordaron tres principios inviolables para el desarrollo de Roma:
- La historia pertenece totalmente a la Cleo de la vida real. Su experiencia da forma a la película.
- La memoria escribe la película. Los detalles que existían en el pasado se vuelven esenciales para la historia.
- La película debe ser blanco y negro para vincularla al pasado pero se filmará con tecnología digital para llevar su sensibilidad al presente.[12]

En una primera etapa el desarrollo del guion se basó en los sucesos y recuerdos que el propio Cuarón encontró en su memoria, se apoyó en su familia con reuniones y conversaciones telefónicas, y según el director, su hermana ayudó a corroborar ciertos recuerdos en el proceso.
Pasado este proceso el siguiente trabajo fue con Liboria Libo Rodríguez, en la recreación tanto de recuerdos como el ambiente que no vivió Cuarón, parte de la vida de Libo fuera de la casa. El personaje de Cleo está basado en ella, la empleada doméstica de la casa de la familia Cuarón y que lo crio en su infancia. Liboria es originaria de Tepelmeme Villa de Morelos, Oaxaca, en donde creció y vivió con muchas carencias y llegó a trabajar a la casa en 1962, poco después de que naciera Cuarón. Algunas de las anécdotas que ella le contaba al director fueron retomadas en la cinta, como el que hacía ejercicio cuando sus patrones no se daban cuenta y hechos reales como que la abuela de Cuarón las obligaba a apagar la luz eléctrica y ellas la hacían con luz de velas. En lo general, Cuarón quiso plasmar la relación de desigualdad social y discriminación existente entre Liboria y su familia y presente comúnmente en las familias mexicanas y sus trabajadoras domésticas. El proceso de redacción del libreto llevó dos meses y el producto final no fue compartido con nadie más que con el director de la compañía de producción Participant Media. David Linde. Este último y Cuarón fueron las únicas personas en conocerlo.
Un elemento recurrente en la cinta son el paso de aviones en el cielo. Esto se debe a que la colonia Roma está situada en una de las rutas de descenso al Aeropuerto Internacional de la Ciudad de México, al propio sueño del director a ser piloto aviador —y que así lo comenta Pepe a Cleo, el niño que representa a Cuarón en la cinta— y además de ser una metáfora de que las situaciones humanas siempre son transitorias.

### Casting

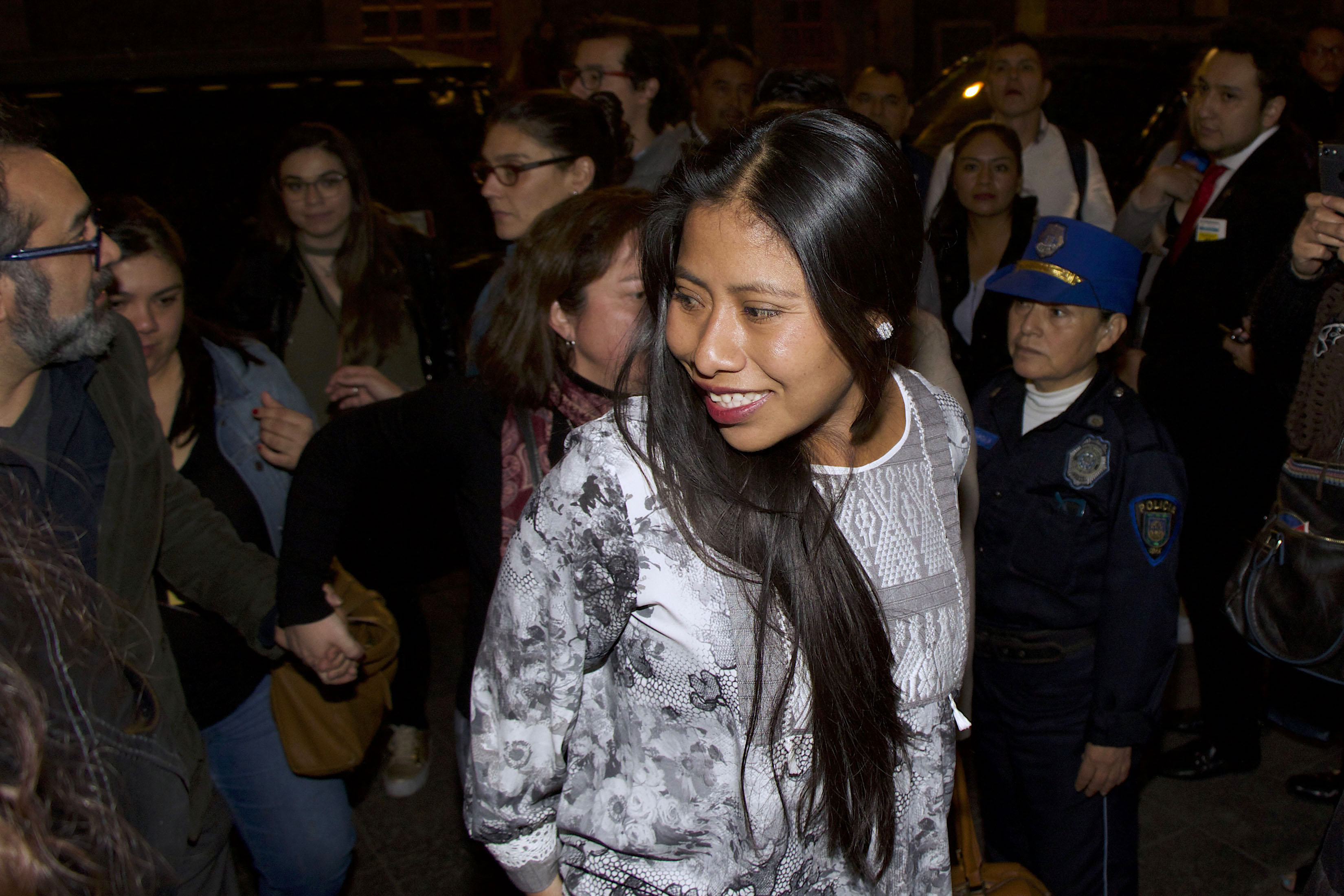
Yalitza Aparicio en la presentación de la película en México

El casting de la cinta estuvo a cargo de Luis Rosales. El reto principal para la cinta en este aspecto fue encontrar a la actriz intérprete de la protagonista, Cleo, para lo cual se inició la búsqueda hacia 2016. Yalitza Aparicio al momento del casting había terminado sus estudios en la escuela Normal y no tenía ocupación. Ella no contaba con estudios previos de actuación. Hasta su ciudad natal, Tlaxiaco, llegó la convocatoria en búsqueda de actores, la cual llamó la atención de los pobladores y de Yalitza misma, quien sospechó que la llamada era en realidad una treta para engancharla a una red de trata de personas, un delito del que México ocupa el quinto lugar a nivel mundial en incidencia. La convocatoria inicial era en la ciudad de Oaxaca, y debido a sus sospechas, Aparicio estuvo a punto de no asistir pero tuvo la suerte de que su madre pudo acompañarla y a que su hermana declinara asistir por un embarazo avanzado. Cuarón eligió a Aparicio por el talento mostrado en el casting y por la buena relación que tuvo con Mariana de Tavira, con quien debía actuar muchas de las escenas. Aparicio tuvo que aprender mixteco, idioma del cual no es hablante y para lo cual contó con el apoyo de su amiga y también actriz en la cinta, Nancy García. En el casting la producción buscó a actores y actrices parecidos a la familia Cuarón.

### Rodaje

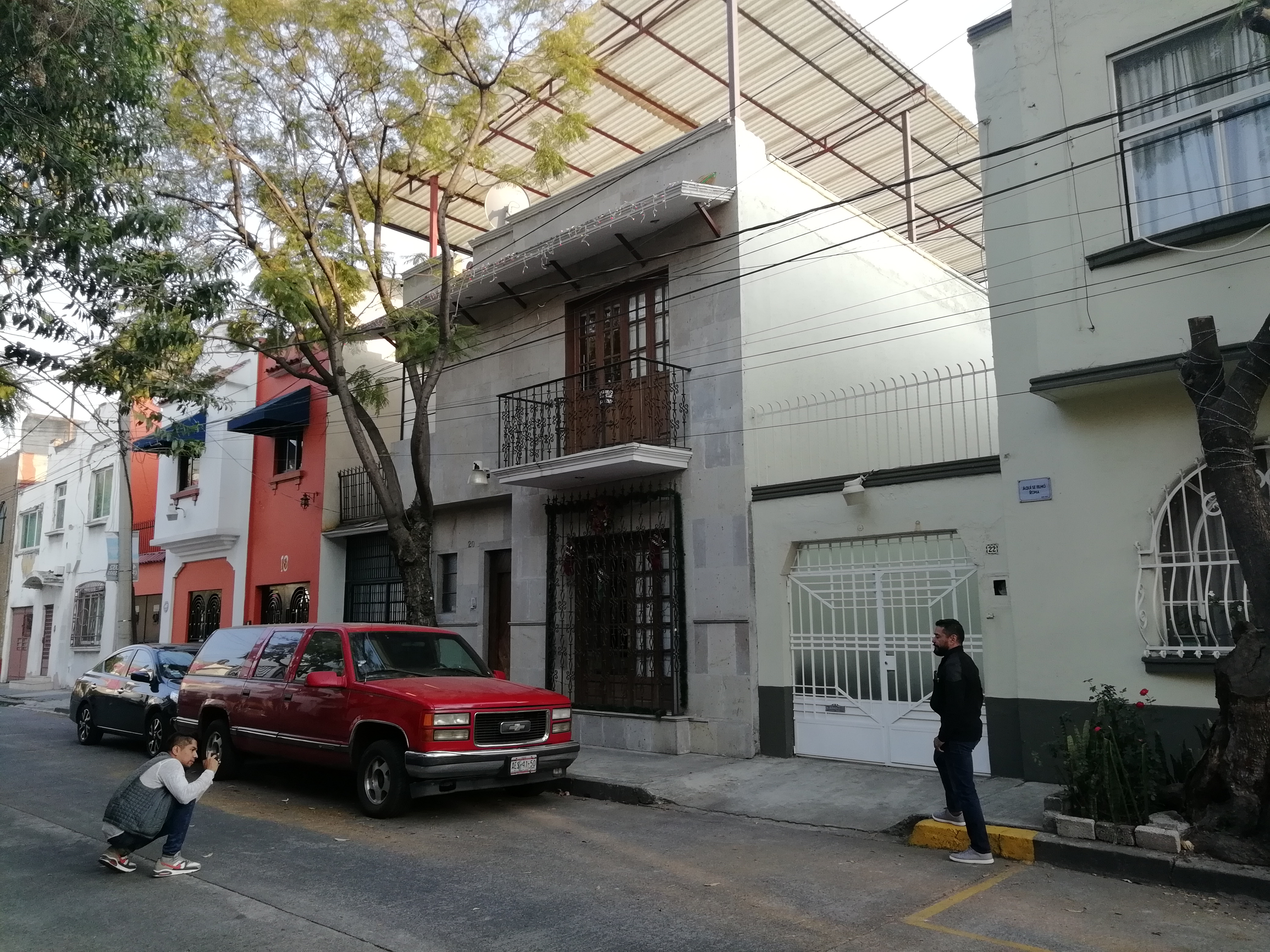
Fotografía del lugar de la película, donde vivían la familia de la señora Sofía (Marina de Tavira)

El 8 de septiembre de 2016, se anunció que Alfonso Cuarón escribiría y dirigiría un proyecto centrado en una familia mexicana que vivía en la Ciudad de México en la década de 1970. La producción comenzó en el otoño de 2016 por la casa productora Esperanto Filmoj con un presupuesto de quince millones de dólares estadounidenses y duró veinte semanas. El proyecto fue producido por Cuarón, Gabriela Rodríguez y Nicolás Celis. En el rodaje participaron empresas mexicanas. 

#### Actuación
Por razones de seguridad, Cuarón nunca compartió el libreto completo al reparto, en cambio, fue indicando escena por escena lo que cada actor o actriz debía hacer con el fin de reducir los efectos de la memorización del guion y que el resultado luciera natural a las cámaras. Ello derivó en que algunas escenas quedaran listas en las primeras tomas, pero otras tomaran más tiempo para quedar como el director las quería. Los actores nunca supieron entre sí lo que actuaban, de hecho, hubo escenas que no fueron reveladas en su desenlace para provocar reacciones emocionales auténticas. Yalitza Aparicio, por ejemplo, desconocía en el mismo momento de la filmación el desenlace del parto de Cleo, escena que fue además rodada con personal médico habitual del Instituto Mexicano del Seguro Social (IMSS). También en la escena de la mueblería en el Halconazo la aparición de Fermín apuntando a un arma fue súbita. Los actores no vieron la edición final de la película sino hasta el estreno de la misma. El vestuario, a cargo de Anna Terrazas, se hizo para la película buscando lo que se usaba en la época, como se mostró en la exposición Roma experience, montada en 2018 en Los Ángeles.

#### Cámaras y formatos
A diferencia de otras cintas, para Roma Cuarón decidió ser su propio director de fotografía. Originalmente el trabajo sería de Emmanuel Lubezki, pero este no estaba disponible cuando se necesitaban realizar acciones importantes para la cinta, además el director se negó a contratar un director de fotografía que hablara inglés, ya que supuso la comunicación de ciertas cosas sería menos fluida, por lo que Cuarón decidió ir por ser su propio fotógrafo. También la decisión le forzó a estar más en el set y en la acción directa con los actores. 
La película fue filmada con cámaras de gran formato de 65 milímetros Arri Rental Alexa65 y se usaron lentes Prime 65 con el fin de poder exhibir la cinta en salas de cine como en streaming para pantallas de resolución 4K. El formato de proyección es cine digital. El rodaje duró 6 meses y se hizo de manera cronológica al guion. Muchas de las personas de la cinta no fueron expresamente actores extras sino personas sin preparación actoral, por ejemplo, las escenas en el hospital del IMSS, en donde ocurre el parto de Cleo, son médicos y personal real del mismo.

#### Efectos visuales
Además del trabajo en localizaciones, la película implicó un trabajo adicional de efectos visuales, los cuales fueron realizados por la empresa basada en el Reino Unido Moving Picture Company, ganadora del Óscar por El libro de la Selva y Una aventura extraordinaria. A pesar de ser una película basada en hechos mayoritariamente reales, el trabajo de efectos visuales se concentró en lograr las escenas tal cual el director las quería, y en la recreación histórica meticulosa basada en la investigación documental y en la dirección de arte de Eugenio Caballero.
Algunas de las escenas más complejas fueron la escena inicial para lograr visual y auditivamente el movimiento del agua lavando el patio en la secuencia inicial donde se presentan los créditos. Otro reto fue la intervención de efectos visuales en las localizaciones en las calles de la Ciudad de México filmadas usando pantalla azul para retirar todo vestigio contemporáneo e incorporar los de los años 70 de acuerdo a la investigación documental y las fotografías disponibles. Asimismo la escena donde Cleo rescata a los niños del mar requirió trabajo adicional de efectos visuales para igualar las diferencias entre las tomas hechas a lo largo del rodaje sobre el océano Pacífico —para lo cual se montó una estructura temporal sobre el mismo desde donde filmaba el director y su equipo— así como la apariencia visual del mismo, intervenido para lucir más profundo.

#### Sonido
La supervisión y edición del sonido estuvo a cargo de Sergio Díaz. La grabación consideró la inclusión de sonidos incidentales del paisaje sonoro de la Ciudad de México de los años setenta. Para Cuarón era importante que se registrara y se mezclara fielmente algunos de los sonidos para recrear la atmósfera que recordaba, entre ellos:
- el grito de los vendedores de miel, "miel de colmena"
- la chirimía del afilador
- la campana con la que se anuncia el paso del camión de la basura
- el sonido del silbato de vapor de los carritos vendedores de camotes y plátanos
- los gritos de los vendedores ambulantes
- el sonido de las escobas al barrer la banqueta
- el sonido del agua al lavar el patio de la casa de la familia[27]

Asimismo se incluyeron sonidos de la radio como los jingles de la radio de la época como el de Radio Variedades, Radio Éxitos y La Pantera; y anuncios como los de las baterías Ray-o-vac. La mezcla de sonido se hizo con la tecnología Dolby Atmos con el fin de crear una atmósfera envolvente a los espectadores. Según Cuarón la mezcla de sonido de esta cinta implicó el doble de trabajo que Gravedad. El registro reunió 72 terabytes de sonidos.

#### Música
La selección y supervisión de la música corrió a cargo de la mexicana Lynn Fainchtein. La ambientadora musical tenía una consigna, toda la música debía proceder de la radio, por lo que hubo de investigar sobre la música que se escuchaba en los años 70 y qué tipo de música y emisoras se sintonizaría en la cocina, los dormitorios, la sala... Era importante que esas composiciones ya emitieran en esas fechas, por lo que se introdujo pop español, música mexicana, el mambo y hasta algún éxito internacional, como alguno de los éxitos del musical Jesucristo Superstar. En la película fueron incluidas las siguientes canciones:
| Canción                      | Intérprete                       | Fecha de publicación |
| ---------------------------- | -------------------------------- | -------------------- |
| Te he prometido              | Leo Dan                          | 1969                 |
| Más bonita que ninguna       | Rocío Dúrcal                     | 1965                 |
| No tengo dinero              | Juan Gabriel                     | 1971                 |
| Angelitos negros             | Los Pasteles Verdes              | 1974                 |
| La nave del olvido           | José José                        | 1970                 |
| Gracias                      | Rigo Tovar                       | 1972                 |
| El andariego                 | Álvaro Carrillo                  |                      |
| El pachuco bailarín          | Orquesta de Dámaso Pérez Prado   |                      |
| Sombras                      | Javier Solís                     |                      |
| Verónica                     | Víctor Yturbe “El Pirulí”        | 1972                 |
| Yellow River                 | Christie                         |                      |
| I don't know how to love him | Yvone Elliman                    |                      |
| Corazón de melón             | Orquesta de Dámaso Pérez Prado   |                      |
| Los ojos de Pancha           | Trío Chicontepec                 |                      |
| Mammy blue                   | Roger Whittaker                  |                      |
| Lamento borincano            | Daniel Santos                    |                      |
| La enamorada que soñé        | Los Terrícolas                   | 1973                 |
| Me dices que te vas          | Carmela y Rafael                 |                      |
| Those were the days          | Ray Coniff                       |                      |
| Cariño                       | Los Baby's                       | 1970                 |
| Las Isabeles                 | Luis Pérez Meza                  |                      |
| La india bonita              | Luis Pérez Meza                  |                      |
| Zacazonapan                  | Banda Dragones de Zacatepec      |                      |
| La casa del sol naciente     | Javier Bátiz                     |                      |
| Ciudad perdida               | La Revolución de Emiliano Zapata |                      |
| Ándale (y ándale)            | Las perlitas                     |                      |
| Vamos a platicar             | Los socios del ritmo             |                      |
| Mi corazón es un gitano      | Lupita D'Alessio                 | 1971                 |
| Cuando me enamoro            | Angélica María                   | 1968                 |
| Mar y espuma                 | Acapulco tropical                |                      |
| La suegra                    | Los Strwck                       |                      |

Una secuela musical de la película fue la publicación del disco Music Inspired by the Film Roma, álbum con 14 canciones inéditas (y un collage de sonidos callejeros) supervisado también por Lynn Fainchtein. En este álbum se estrenó como cantante la hija del director del filme, Bo Cuarón.

### Sitios de filmación
La idea de Cuarón para la cinta fue la de una recreación completa exhaustiva en detalles tanto del interior de su casa natal como la del entorno del México de los años 70. El director de arte de Roma fue Eugenio Caballero, ganador del premio Óscar por El laberinto del fauno. Basado en los principios de la película, la etapa de preproducción entre Caballero y Cuarón implicó largas conversaciones de sus recuerdos, ya que el director de arte también vivió en la colonia Roma, en la calle Querétaro. 

#### Casa de la familia Cuarón
La siguiente etapa involucró el reto de la casa familiar de los Cuarón, ubicada originalmente en Tepeji número 21, colonia Roma, un inmueble construido en los años 30 del siglo XX. El intento inicial de Eugenio Caballero —quien consideró esta casa como "el corazón de la película"— fue el de filmar en la casa original, pero esta se encuentra muy modificada de sus rasgos originales y no tenía buena iluminación. La casa marcada con el número 22 frente a la 21 era otro sitio ideal, pero los dueños de la casa se negaron al tener que mover de su hogar a una familia completa. En esta casa, en cambio, si se realizaron las escenas del exterior de la casa usando un mecanismo de paneles temporales, croma, las fachadas de las casas aledañas al 21 y la calle real de Tepeji. Para mayor precisión histórica se añadió mediante efectos visuales los edificios del Multifamiliar Juárez que colapsaron en el Terremoto de México de 1985.
El equipo de producción midió las escenas de la casa original y se dedicó a buscar espacios en donde se pudiera realizar la filmación, la cual encontraron en la colonia Narvarte, una casa a punto de ser demolida de aspecto físico parecido a la de la colonia Roma y la eligieron para filmar con comodidad ya que el método histrónico de Cuarón se previó requeriría más tiempo en set que para el alquiler de un foro. Para recrear el aspecto que tenía la casa de la familia Cuarón, Eugenio Caballero siguió los propios recuerdos del director y algunas fotografías familiares. Se demolieron algunas paredes y se construyó un complejo sistema de poleas y estructuras móviles para poder filmar con comodidad y conseguir tanto la iluminación de Cuarón y su asistente de fotografía Galo Olivares como las tomas que la película necesitaba. Para los interiores se integró un 80% de muebles que aún conservaba la familia, y se buscaron muebles y objetos en cinco estados de México y entre la propia producción. 
El garaje que se observa en la cinta tuvo que ser recreado a la época de los 70, y para ello se integró a un artesano que colocó los mosaicos del patio y del baño con la misma técnica de la época de la película. Se construyó el cuarto de Cleo y la escalera en la que subía a él. En esta localización se rodó durante seis meses.
Para la escena del lavadero en la azotea, la producción buscó de entre 200 localizaciones para filmar la escena en la que Cleo lava la ropa, y se construyó mobiliario para ese fin, complementándose el panorama con efectos visuales.

#### Avenida Baja California e Insurgentes
Dados los cambios en la fisonomía de la capital mexicana y lo complejo de haberlo filmado in situ, la producción tuvo que construir un gran set para recrear tanto la ida de la familia al antiguo Cine Las Américas, ubicado en avenida de los Insurgentes y Avenida Baja California —hoy Auditorio Blackberry— como la escena en la que Sofía lleva a Cleo al hospital y choca con dos camiones. Se buscó un espacio junto a un estadio y el mismo no fue suficiente, por lo que se buscó un espacio mediante Google Maps, hallado en la zona de Industrial Vallejo, al norte de la capital mexicana. 
El set incluyó la recreación de dos cuadras y media, incluyendo el acceso al Cine Las Américas, asfalto, banquetas, mobiliario y vehículos de los años sesenta y setenta para la secuencia en que la familia y Cleo llegan al cine. Los fondos fueron agregados con croma. Según Cuarón es el set "más grande que ha usado en su carrera". El equipo de efectos visuales realizó una minuciosa reconstrucción del entorno de la época añadiendo edificios, anuncios fluorescentes y aún la misma perspectiva del fondo de las avenidas.

#### El Halconazo
Cuando la Matanza del Jueves de Corpus el director tenía 10 años y afirma recordar tanto las fotografías del día siguiente en los periódicos como la conciencia a esa edad de que la clase política era corrupta. Según Cuarón en el filme la gente observa el ataque desde la mueblería en donde la trama de la película implica la ficción de que Cleo y su abuela estuvieran observando los hechos, situación con la cual "en mi imaginación de niño yo me imaginaba viendo esa atrocidad", y el hecho histórico marco al autor para siempre al hacerle reflexionar sobre la situación que vivía México y como funcionaba el país. Para estas escena y para todas donde aparecieron miembros del grupo paramilitar Los Halcones, el director decidió dejar clara la responsabilidad en los hechos del entonces presidente Luis Echeverría Álvarez. Por tanto, su imagen y su nombre aparecen en los sitios donde entrenaban los atacantes (iniciales L.E.A. hechas con piedras en un cerro) y en la propia escena en San Cosme (propaganda política). Para estos hechos Cuarón recurrió a una investigación documental que incluyó a los periódicos de la época y a los testimonios de la gente sobreviviente.
El rodaje se realizó con decenas de extras en el sitio exacto donde ocurrieron los hechos entre el 22 y el 23 de enero de 2017 en calzada México-Tacuba y las calles Tláloc y Lauro Aguirre. Las inmediaciones de la zona fueron cerrados por completo durante dos días, luego de lo cual la producción pidió disculpas a toda la población por las molestias causadas.

##### Sitios de filmación
| Descripción del sitio de filmación                                | Ubicación                                                                                           | Escena en la película                                              | Comentarios |
| ----------------------------------------------------------------- | --------------------------------------------------------------------------------------------------- | ------------------------------------------------------------------ | --- |
| Casa familiar de los Cuarón                                       | Tepeji 22, colonia Roma                                                                             | Distintas escenas                                                  | Solo se utilizó la fachada para la película. Para las tomas de la azotea se usó una casa y para las escenas interiores se usó otra casa a punto de ser demolida en la colonia Narvarte. |
| Jardín de niños                                                   | Kinder Condesa, Tlaxcala 105, colonia Roma                                                          | Cleo recoge a Pepe                                                 | El Kinder Condesa fue ambientado conforme a los años 70. |
| Calle de la Ciudad de México                                      | Calle Velázquez de León, colonia San Rafael                                                         | Cleo y Adela corren hacia la tortería                              | Si bien representa al centro de la capital mexicana, fue usado un segmento de la colonia San Rafael. Durante el rodaje de esta escena la producción fue robada. |
| Tortería La casa del pavo                                         | Motolinía 90, Centro Histórico de la Ciudad de México                                               | Cleo y Adela van a comer                                           | Las escenas del interior de la tortería fueron filmados tal cual se encuentran. |
| Calle de la colonia Roma                                          | Avenida México y Laredo, colonia Condesa                                                            | Teresa, Cleo y los hijos de la familia van al cine                 | - |
| Insurgentes y Baja California, Cine Las Américas                  | Set en Vallejo, Ciudad de México                                                                    | Teresa, Cleo y los hijos de la familia van al cine                 | Parte del complejo del Cine Las Américas hoy es una plaza comercial y el Auditorio Blackberry. |
| Calle de la colonia Roma                                          | Set en Vallejo, Ciudad de México                                                                    | Sofía choca el auto en donde lleva a Cleo al hospital              | La avenida Baja California de la colonia Roma de día fue recreada en un set. |
| Centro Médico del IMSS                                            | Centro Médico Nacional Siglo XXI                                                                    | Sofía lleva a Cleo a consulta por el embarazo                      | El Centro Médico sufrió la pérdida de muchos de sus edificios originales en el terremoto del 19 de septiembre de 1985. Para los exteriores se usó el único edificio que queda original y el uso de pantallas azules y efectos visuales. Para los interiores se usó un edificio abandonado y mobiliario e instrumental del propio Centro Médico que se encontraba en bodegas. |
| Ciudad Nezahualcóyotl en los años 70                              | Localización en Chalco, Estado de México                                                            | Cleo llega a Ciudad Nezahulcóyotl                                  | Para la recreación se buscó construir las condiciones precarias de Nezahualcóyotl con casas y materiales con los que se construía en la época basándose en fotografías. |
| Sitio de entrenamiento de Fermín con Los Halcones                 | Cancha de futbol en Chimalhuacán                                                                    | Cleo busca a Fermín y este la rechaza y amenaza                    | El sitio de entrenamiento real de Los halcones fue en la zona de Cuchilla del Tesoro, alcaldía Gustavo A. Madero. |
| Cine Metropolitan                                                 | Teatro Metropolitan, Independencia 90, Centro Histórico de la Ciudad de México                      | Cleo y Fermín acuden al cine                                       | En la época de la película el teatro entonces funcionaba como cine. |
| Sitio de represión y asesinato en la Matanza del Jueves de Corpus | Calzada México-Tacuba Avenida Lauro Aguirre, colonia Agricultura. Calle Tláloc, colonia Tabacalera. | Cleo y Teresa acuden a una mueblería a comprar una cuna para Cleo. | La mueblería desde donde Cleo y Teresa observan la matanza se encontraba originalmente en el segundo piso del edificio entre Tláloc y Quetzalcóatl, hoy un gimnasio. Pero se eligió el tercero para mayor dramatismo. |
| Playa de Tuxpan                                                   | Playa Arroyo Verde, Barra de Tupilco, Tabasco.                                                      | Escena en el mar donde Cleo rescata a los niños.                   | - |
| Crustáceo azul de Enrique Oyosa                                   | Puerto Ceiba, Tabasco                                                                               | La familia y Cleo comen helado.                                    | - |

#### Incidentes en el set
El 3 de noviembre de 2016 se reveló que alguien robó el equipo en el set durante el rodaje. Según el estudio: «dos mujeres fueron golpeadas, cinco miembros del equipo fueron hospitalizados y se robaron teléfonos celulares, billeteras y joyas» durante el ataque. Según los informes, el equipo llegó para organizar el rodaje del día en que un grupo de trabajadores de la ciudad se acercó al equipo e intentó cerrar la filmación. El equipo declaró que tenían permiso para filmar, pero los trabajadores persistieron y estalló una pelea entre ambos grupos.

## Estreno

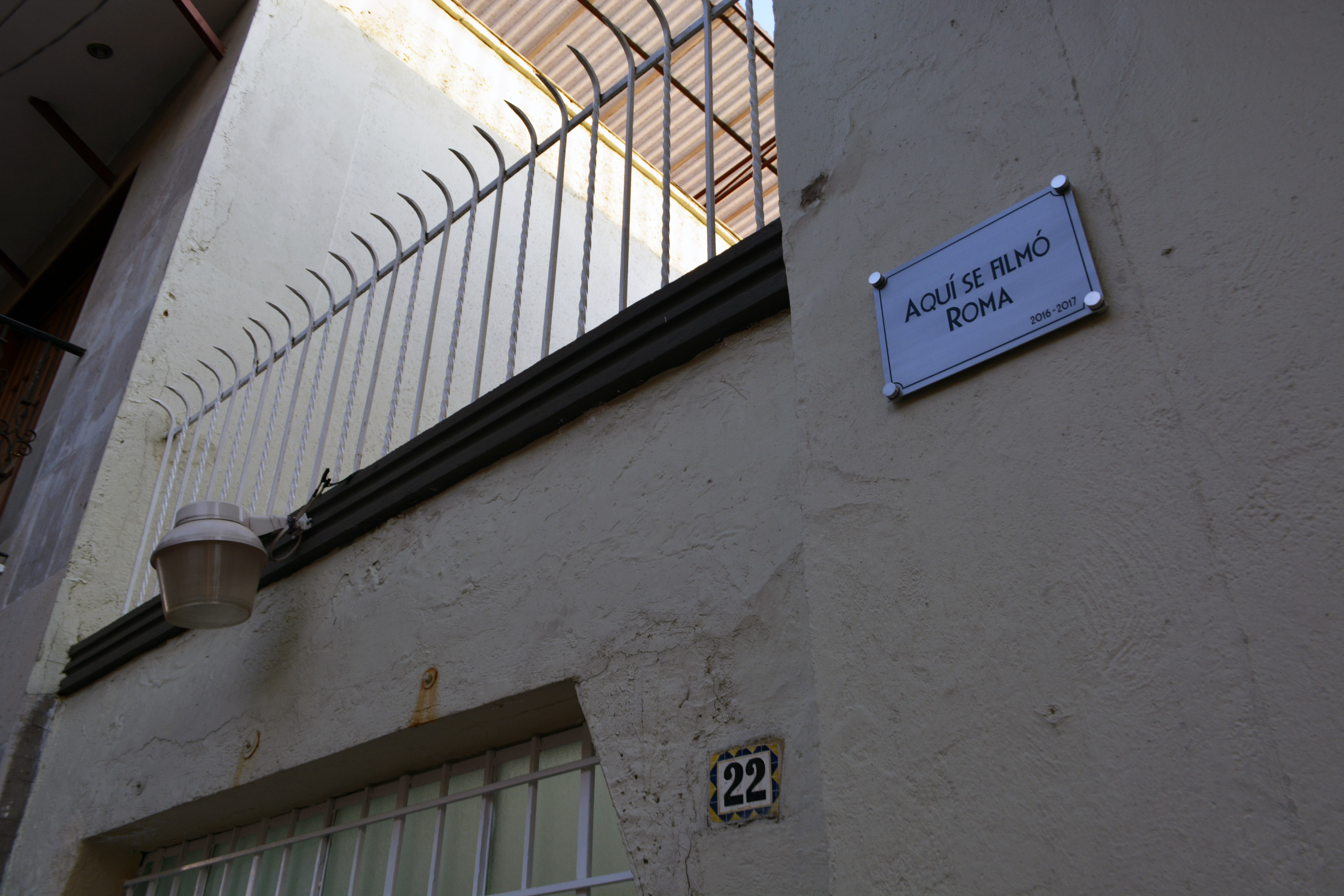
Placa conmemorativa en la casa de Tepeji 21.

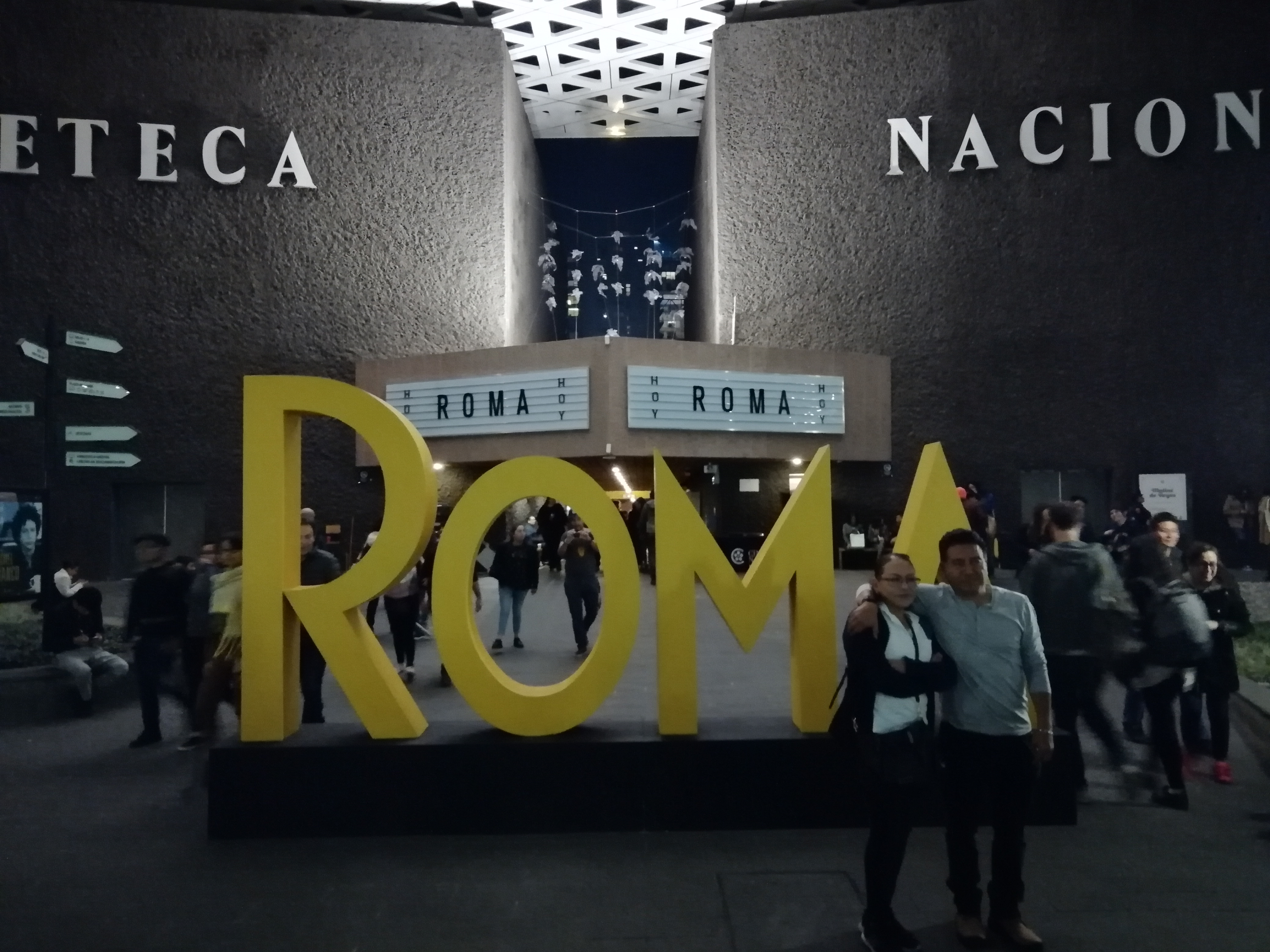
Promocionales de Roma en la explanada de la Cineteca Nacional de México.

El tráiler de la película, que dura un minuto y muestra agua que fluye repetidamente sobre azulejos con sonidos de lavado de fondo, se lanzó el 25 de julio de 2018 en la cuenta de Twitter de Alfonso Cuarón.
La cinta fue estrenada como parte del Festival Internacional de Cine de Venecia el 30 de agosto de 2018, y resultó ganadora del León de Oro a la mejor película del festival el 8 de septiembre de 2018. Debido a la intención de que la película concursara como Mejor película en lengua extranjera en la edición número 91 de los Premios Óscar de la Academia en 2019, fue necesario hacer algunas exhibiciones técnicas entre el 1 y el 3 de septiembre en el Cine Tonalá de la Ciudad de México. Tuvo su debut en América del Norte al siguiente día de haberse estrenado en Venecia, en el Festival de Cine de Telluride (en Telluride, Colorado). También se proyectó en el Festival Internacional de Cine de Toronto el 10 de septiembre de 2018, y se presentó en el Festival Internacional de Cine de San Sebastián el 27 de septiembre, y en el Festival de Cine de Nueva York, el 5 de octubre de 2018.
En noviembre del 2018, se estrenó en el Festival de Cine Puy ta Cuxlejaltic ("caracol de nuestra vida"), en el Caracol de Oventic, en la zona zapatista del estado de Chiapas, en la región de Los Altos. Del 7 al 11 de diciembre del 2018, se proyectó en Los Pinos, que desde 1934 hasta el último día de noviembre del 2018 fue la residencia oficial de los presidentes mexicanos y desde el 1 de diciembre se convirtió en un recinto cultural. A partir del 21 de noviembre se estrenó en la Cineteca Nacional, en donde se colocaron letras volumétricas en su explanada y una marquesina de estilo antiguo con el título de la película, y en distintos cines independientes como el mismo Cine Tonalá y Cinemanía de la Ciudad de México, con el fin de que cumpliera con las reglas de la Academia Mexicana de Artes y Ciencias Cinematográficas y ser considerada en la entrega de los Premios Ariel de 2019.
El estreno en Netflix se programó para el 14 de diciembre tanto en salas como en la plataforma en streaming de esa empresa.

## Distribución y exhibición

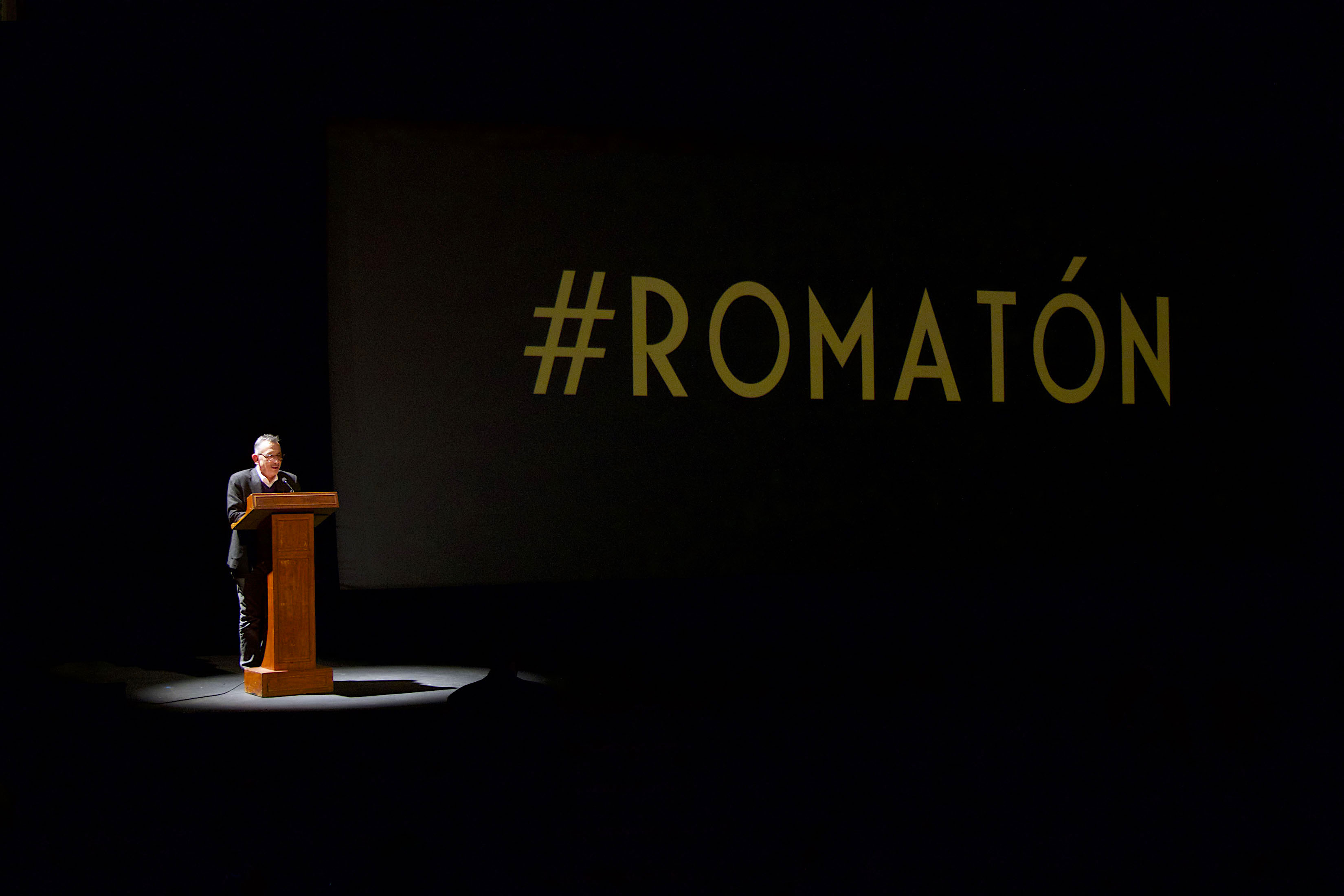
En el Teatro de la Ciudad Esperanza Iris, se proyectó la película Roma, del director Alfonso Cuarón, que contó con la presencia José Alfonso Suárez del Real, secretario de Cultura de la Ciudad de México; Eugenio Caballero, director de arte; Yalitza Aparicio, Marina de Tavira protagonistas del film; así como personajes del electo y producción.

En abril de 2018, se anunció que Netflix había adquirido los derechos de distribución de la película. Si bien el público conocía que la película sería estrenada en diciembre de este modo en México y en los países en donde Netflix tiene presencia, se generó una polémica a partir de la carencia de la película en las salas de las cadenas de cine comercial más grandes del país como Cinemex y Cinépolis.
Surgieron diferentes versiones al comenzar los estrenos en distintas salas de México y ser insuficientes al agotarse los boletos rápidamente en la Cineteca Nacional, salas independientes y recintos culturales, algunos de los cuales fueron equipados previamente por Cuarón y por Netflix con proyectores 4K y equipos de reproducción de la tecnología Dolby Atmos. Una de las versiones apelaba a que el modelo de negocio de las grandes cadenas comerciales no admitía que parte de las ganancias fueran destinadas a organizaciones sin fines de lucro. Otro de ellos que las salas comerciales no contaban con el estándar de calidad que Cuarón requirió para Roma, proyectores resolución 4K y equipos de reproducción de la tecnología Dolby Atmos. El 20 de noviembre de 2018 el director atajó desde su cuenta de Twitter las versiones y dijo que Roma estaba disponible para quien quisiera exhibirla, pero que a ese momento solo 40 salas de México proyectarían la película.
En respuesta a ello, Cinépolis emitió un comunicado argumentando que se negaba a exhibir Roma en sus salas debido a la carencia de la llamada "ventana de ganancia" que se genera entre que una película se exhiba de manera exclusiva en salas y que sea distribuida en otras vías, en este caso el streaming. Cinépolis pidió que se diera un espacio de ventana al 29 de noviembre y que Netflix pospusiera el estreno en su plataforma, a lo que la empresa de streaming se negó cerrando con ello la posibilidad de que se exhibiera de manera típicamente comercial. Por su parte Netflix comunicó que Roma había representado un modelo en la estrategia de distribución de sus películas, al ser exhibida antes en cines que en la propia plataforma cuestión que no hace habitualmente y que le ha representado que muchas de sus películas no participen en festivales y premiaciones mundiales o que directores famosos trabajen con ellos.
Al proseguir la demanda de las personas de ver Roma, la producción permitió que un gran número de salas independientes, cinetecas, centros culturales, museos, festivales de cine y universidades exhibieran la película. Al estrenarse la misma en Netflix el 14 de diciembre de 2018, el director lanzó en su cuenta en Twitter la campaña Romatón, animando a las personas a organizar maratones en sus propias casas y oficinas y a enviar fotografías mediante redes sociales para recibir premios a las más creativas y originales. Igualmente la producción de Roma equipó un cine móvil en un remolque para llevar la película a ciudades en donde no hay salas de exhibición. Con esta campaña el director realizaría un donativo a organizaciones que buscan garantizar los derechos de las trabajadoras del hogar.

### Debate sobre la traducción del subtitulado en Netflix
En enero de 2019 surgió el debate por la traducción que hizo Netflix de los diálogos de la película, en español mexicano, colocando subtítulos en español de España. El director, Alfonso Cuarón, protestó en contra de una decisión que le parecía innecesaria y absurda. Netflix, sin dar su opinión al respecto, optó por eliminar el subtitulado. En opinión de algunos, la decisión de subtitular traduciendo tiene menos que ver con un asunto meramente lingüístico que con el uso político del idioma.

## Promoción

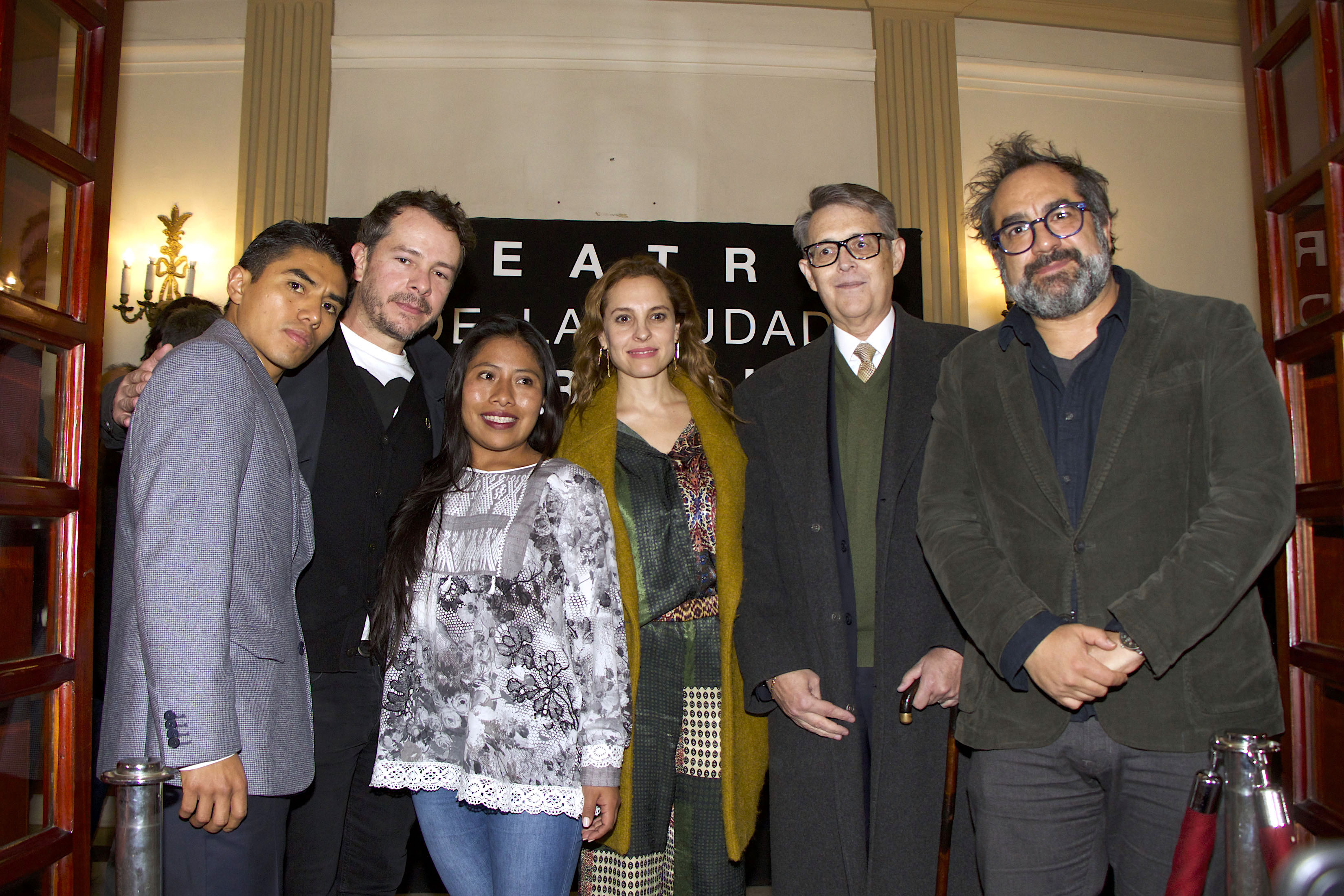
En el Teatro de la Ciudad Esperanza Iris, se proyectó la película Roma, del director Alfonso Cuarón, que contó con la presencia José Alfonso Suárez del Real, secretario de Cultura de la Ciudad de México; Eugenio Caballero, director de arte; Yalitza Aparicio, Marina de Tavira protagonistas del film; así como personajes del electo y producción.

Diversas acciones fueron realizadas como parte de la campaña de promoción de la película. En la Ciudad de México fueron instalados kioscos de periódicos de los años 70, con reproducciones de revistas de 1971 y personal atendiendo vestido a la usanza de esos años. Dichos puestos fueron colocados en los sitios de la Ciudad de México donde se filmó la película. Estos repartieron cien mil ejemplares de una guía de lugares de Roma basado en el diseño de la Guía Roji, un popular mapa usado en México. La guía animaba a conocer los sitios donde se filmó la película, los cuales se han convertido en sitios turísticos donde la gente se toma fotografías como la casa de Tepeji 21.
Fueron colocados anuncios de la película en las inmediaciones de donde ocurrieron los hechos de la misma como la estación Normal del Metro de la Ciudad de México, la avenida Ribera de San Cosme, el Centro Médico Nacional Siglo XXI y la estación Chilpancingo del Metrobús, frente al antiguo Cine Las Américas.
Diversas funciones especiales sirvieron para hacer conciencia sobre las condiciones del trabajo doméstico en México. En algunas de ellas el director y los actores de la cinta invitaron a activistas de organizaciones mexicanas defensoras de los derechos de las trabajadoras domésticas a dar un mensaje, como a Marcelina Bautista del Centro de Apoyo y Capacitación para Empleadas del Hogar.

## Recepción

### Crítica
En el sitio web especializado Rotten Tomatoes, Roma tiene un índice de aprobación del 96%, basado en 250 comentarios, con un promedio de 9,1/10. El consenso crítico de la página web dice: «Roma encuentra al escritor y director Alfonso Cuarón en un dominio total y apasionante de su arte visual, y cuenta la historia más poderosamente personal de su carrera». En el sitio web Metacritic, la película tiene una puntuación promedio ponderada de 96 sobre 100, basada en 20 críticas, lo que indica «aclamación universal». En el Festival Internacional de Cine de Toronto, la película fue nombrada segunda finalista del Premio del Público.
| País                      | Medio / Autor(a)                             | Crítica | Tendencia        |
| ------------------------- | -------------------------------------------- | --- | ---------------- |
| Bandera de México         | El Universal Jorge Ayala Blanco              | «Estructura hipersensiblemente una visión del Halconazo del 10 de junio de 1971 (...) teniendo como relatos indirectos la crisis hogareña de una familia clasemediera profesionalizada y una documentadísima recreación de época (..) persiguiendo tanto la precisión como la belleza». | Crítica positiva |
| Bandera de México         | La Jornada Leonardo García Tsao              | «Cuarón ha hecho la película mexicana que será una referencia inevitable en los años venideros. Tan rico es el despliegue visual y auditivo de Roma que uno siente la necesidad inmediata de volverla a ver».                                                                           | Crítica positiva |
| Bandera de México         | El Heraldo de México Josué Flores Corro      | «La mejor película mexicana de este siglo y el homenaje más emotivo a la Ciudad de México. Alfonso Cuarón demuestra que es uno de los directores latinoamericanos más importantes de todos los tiempos».                                                                                | Crítica positiva |
| Bandera de México         | Cine Premiere Sergio Huidobro                | «Para construir su obra maestra, Alfonso Cuarón abandonó el espacio y el futuro para viajar en sentido contrario: hacia adentro y al pasado. Roma es un sentido tributo a la solidaridad femenina».                                                                                     | Crítica positiva |
| Bandera de México         | ernestodiezmartinez.com Ernesto Diezmartínez | «La película mexicana del año (y, desde esta trinchera, la película -a secas- del año) es una fascinante y compleja expiación memoriosa de Cuarón, quien vuelve a su infancia para darle voz a su nana a través de la figura de la extraordinaria debutante Yalitza Aparicio.».         | Crítica positiva |
| Bandera de Argentina      | OtrosCines.com María Fernanda Mugica         | «La belleza de cada cuadro de Roma, que por momentos recuerda al neorrealismo italiano, es innegable. Hay un sentido del humor que salpica el drama de la historia, cortando cierto aire de poesía que puede resultar excesivo. Puntuación: ★★★½ (sobre 5)».                            | Crítica positiva |
| Bandera de Argentina      | MicropsiaCine.com Diego Lerer                | «Cuarón (...) le impone a su película una grandiosidad que maravilla y apabulla (...) pero que no siempre se lleva del todo bien con la intimidad y el costado humano de la historia, que es lo que le da al filme su fuerza emotiva».                                                  | Crítica positiva |
| Bandera de Estados Unidos | Variety Owen Gleiberman                      | «Da la sensación de que cada imagen —cada emoción— está perfectamente situada (...) Roma no es una mera película, es una 'visión' (...) Tiene muchos momentos imborrables». | Crítica positiva |
| Bandera de Estados Unidos | The Hollywood Reporter Todd McCarthy         | «Bendecida por una profunda sensibilidad hacia las cosas de la vida, Roma es una película nostálgica de una belleza inusual que trae al frente lo que se suele dejar en el fondo». | Crítica positiva |
| Bandera de Estados Unidos | Time Stephanie Zacharek                      | «El reflejo de una era desaparecida que se asemeja al retrato de un ser amado pintado desde el recuerdo (...) Cuarón es un magnífico artesano, pero su verdadero don es que pone la naturaleza humana por encima del cine».                                                             | Crítica positiva |
| Bandera de Estados Unidos | rogerebert.com Glenn Kenny                   | «Roma me conmovió (...) Funciona como declaración personal y como carta de amor filosófica y humanista a la vida misma». | Crítica neutral  |
| Bandera de Estados Unidos | IndieWire Eric Kohn                          | «El fascinante drama de Alfonso Cuarón es su mejor película desde Y tu mamá también (...) Sobresale como obra de época tradicional». | Crítica neutral  |
| Bandera de Estados Unidos | The Wrap Alonso Duralde                      | «Tiene secuencias impresionantes y escenas poderosas, pero son los momentos cotidianos y discretos los que le dan toda su fuerza». | Crítica neutral  |
| Bandera de Estados Unidos | The Playlist Jessica Kiang                   | «Una mirada inmensamente conmovedora y muy personal al pasado (...) No parece que sea un mundo creado, sino uno mostrado tal y como es». | Crítica neutral  |

### Reacciones
Varias activistas por los derechos de las trabajadoras del hogar destacaron el impacto que generó la película de cara a visibilizar la situación del empleo del hogar. Por ejemplo, Marcelina Bautista señaló que “Roma nos da la oportunidad como sociedad de volver a hablar del tema de las trabajadoras del hogar”, mientras que Carmen Juares apuntó que se deberían “aprovechar las herramientas y la notoriedad que la película supone”. Por otro lado, representantes de organizaciones de trabajadoras asistieron a la ceremonia de los Premios Óscar invitadas por Cuarón.

## Premios y nominaciones
La película se estrenó en el Festival Internacional de Cine de Venecia el 30 de agosto de 2018, y resultó ganadora del León de Oro a la mejor película del festival el 8 de septiembre de 2018. Además, obtuvo el tercer lugar en el Premio del Público en el Festival Internacional de Cine de Toronto.

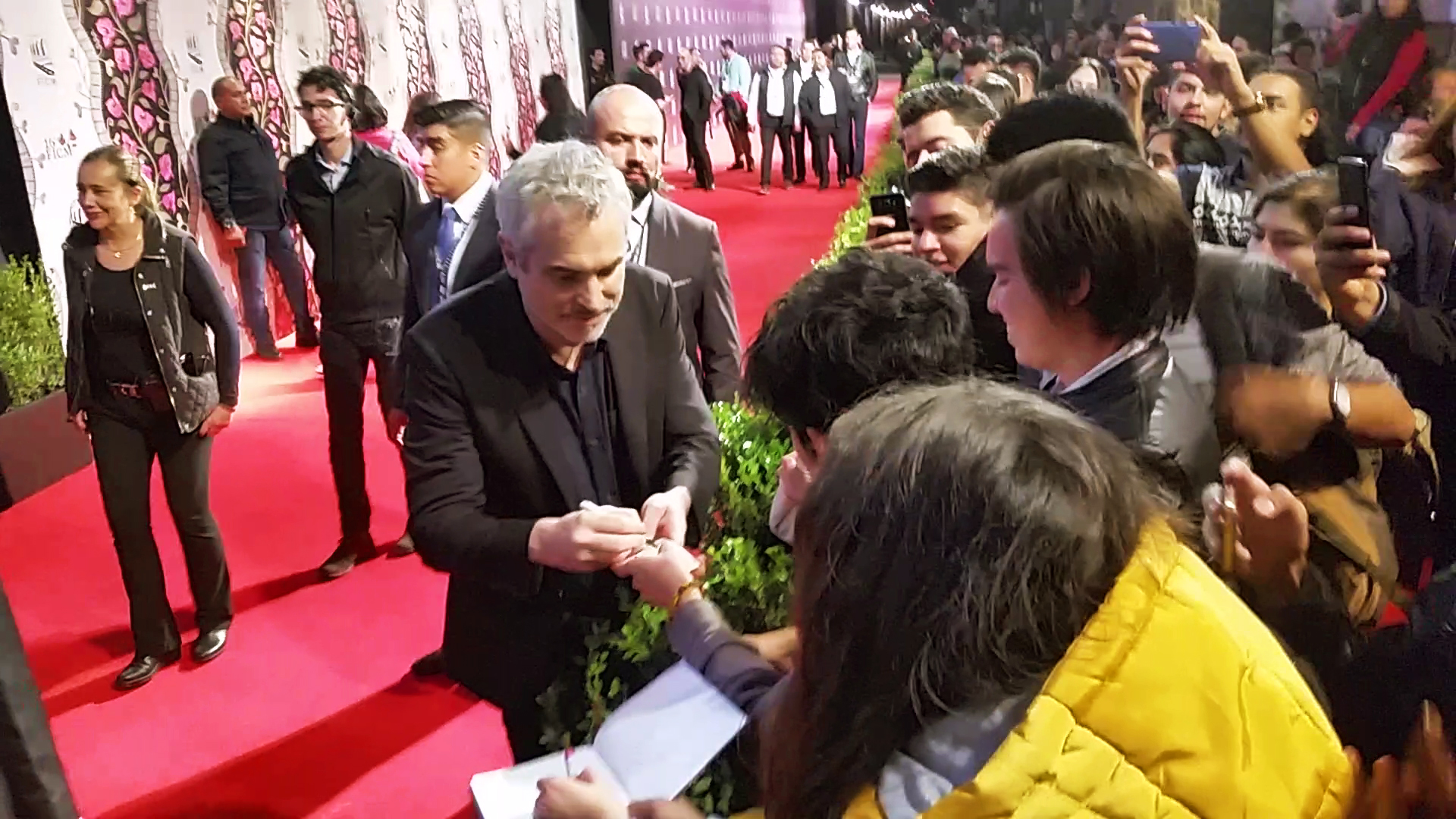
Alfonso Cuarón (director) firmando autógrafos en la edición 17 del Festival Internacional de Cine de Morelia

Obtuvo, también, el Globo de Oro en la categoría de Mejor película extranjera y mejor director.
La película hizo historia al ser la primera película del habla no inglesa en ganar en los Critics' Choice Awards como la Mejor Película. También se terminó ganando los premios de Mejor Fotografía, Director (ambos para Cuarón) y Película Extranjera en el Oscar.
El 22 de enero de 2019 la Academia de Artes y Ciencias Cinematográficas de Hollywood nominó a Roma por Mejor película, Mejor película de habla no inglesa, Mejor director (Alfonso Cuarón), Mejor actriz (Yalitza Aparicio), Mejor actriz de reparto (Marina de Tavira), Mejor diseño de producción (Eugenio Caballero y Bárbara Enríquez), Mejor fotografía (Alfonso Cuarón), Mejor guion de película (Alfonso Cuarón), Mejor diseño de sonido (Sergio Díaz, Skip Lievsay), Mejor mezcla de sonido (Skip Lievsay, Craig Henighan, José Antonio García) y Mejor cinematografía.
Durante la edición 91 de los premios Óscar, Roma ganó en la categoría de Mejor película de habla no inglesa (mejor película extranjera), Mejor director y Mejor fotografía.
La cinta fue galardonada con 10 Premios Ariel otorgado por la Academia Mexicana de Artes y Ciencias Cinematográficas, obtenido entre ellas a mejor director y mejor película.
Esta película recibió asimismo el Premio Goya a la Mejor Película Iberoamericana por parte de la Academia de las Artes y las Ciencias Cinematográficas de España el 2 de febrero de 2019.
Roma recibió el 10 de febrero cuatro premios BAFTA de la Academia de Cine Británica, incluido el otorgado a la mejor película.
Este filme ocupa el lugar 10 dentro de la lista de las 100 mejores películas del mexicanas, según la opinión de 27 críticos y especialistas del cine en México, publicada por el portal Sector Cine en junio de 2020.